# Journal of Organic Chemistry
Het Journal of Organic Chemistry is een wetenschappelijk tijdschrift met peer review, dat wordt uitgegeven door het American Chemical Society. De naam wordt gewoonlijk afgekort tot JOC of J. Org. Chem. Het tijdschrift publiceert fundamenteel onderzoek uit alle takken van de organische chemie.
Het tijdschrift werd opgericht in 1936. In 2017 bedroeg de impactfactor van het tijdschrift 4,805.